# Todos nos llamamos Alí
Todos nos llamamos Alí (título original en alemán: Angst essen Seele auf) es una película de 1974 escrita y dirigida por Rainer Werner Fassbinder y protagonizada por Brigitte Mira y El Hedi ben Salem. Ganó dos premios en el Festival de Cannes de 1974 y Mira recibió un Deutscher Filmpreis por su interpretación. Está considerada una de las mejores obras de Fassbinder. 

## Título
El título original es una frase intencionadamente incorrecta desde el punto de vista gramatical que significa "el miedo devorar alma". Esta incorrección es una referencia directa a una de las frases dichas por el personaje de Alí. La forma correcta (Angst isst die Seele auf) sirvió de título para un cortometraje de 2002 también protagonizado por Mira.

## Sinopsis
Los protagonistas de la historia son Alí (Salem), un Gastarbeiter marroquí bien entrado en la treintena, y Emmi (Mira), una viuda de 60 años que se gana la vida limpiando. Ambos se conocen cuando Emmi entra en un bar, buscando cobijo de la lluvia y atraída por la música exótica. La barista le sugiere a Alí que le pida a Emmi bailar con él. Una inusual amistad surge entre los dos y ésta da paso al romance. Emmi y Alí deciden casarse, desencadenado violentas reacciones en sus círculos sociales. Las vecinas les tratan con desprecio, quejándose de que han "ensuciado" el edificio. Emmi se ve rechazada por sus compañeras de trabajo y Alí tiene que enfrentarse constantemente a la discriminación. Emmi, cuyo primer marido era un obrero polaco con el que se casó en contra de los deseos de su padre filonazi, invita a sus tres hijos, ya adultos y casados, a que conozcan a su nuevo marido; estos rechazan a Alí. Uno de los hijos destroza la televisión en un arranque de ira, el otro acusa a su madre de haber perdido la cordura y la hija y su esposo abandonan "la pocilga" inmediatamente.
Emmi y Alí se toman unas largas vacaciones para huir de la discriminación. Al volver se encuentran inesperadamente con que son aceptados socialmente, y sin la presión externa la pareja necesita reconsiderar algunos aspectos de su relación. Emmi parece no saber valorar a Alí y alardea de los músculos de éste delante de los vecinos, haciendo hincapié en lo limpio que está. Alí inicia una relación con la camarera Barbara, que cocina cuscús para él, y cuando parece que no hay salvación para ellos, Emmi vuelve al bar para ver a Alí. Bailan de nuevo y llegan al acuerdo de que lo único importante es estar juntos y que deben tratarse bien el uno al otro. En ese momento, Alí se desploma en los brazos de Emmi aquejado de una úlcera sangrante y del cual los médicos aseguran que no hay salvación. La película finaliza cuando Emmi visita a Alí en el hospital para verlo una última vez.

## Reparto
- Brigitte Mira – Emmi Kurowski
- El Hedi ben Salem – Ali
- Barbara Valentin – Barbara
- Irm Hermann – Krista
- Rainer Werner Fassbinder – Eugen
- Karl Scheydt – Albert Kurowski
- Marquard Bohm – Gruber
- Walter Sedlmayr – Angermayer
- Doris Mattes – Sra. Angermeyer (como Doris Mathes)
- Lilo Pempeit – Sra. Münchmeyer
- Gusti Kreissl – Paula
- Margit Symo – Hedwig
- Elisabeth Bertram – Frieda
- Helga Ballhaus – Yolanda
- Elma Karlowa – Sra. Kargus
- Anita Bucher – Sra. Ellis
- Katharina Herberg – Mujer del Bar

## Producción
La película se rodó en menos de dos semanas y estaba concebida como un ejercicio de cinematografía de Fassbinder, para mantenerse ocupado durante el tiempo que tenía libre entre el rodaje de otras dos películas, Martha y Effi Briest. Sin embargo, ésta resultó ser una de las mejores de su filmografía.
El Hedi ben Salem, que da vida al personaje de Alí, era por entonces pareja de Fassbinder. Ben Salem se suicidó años después en prisión. El papel de Barbara lo interpreta la actriz austríaca Barbara Valentin, que en los años 80 sería pareja de Freddie Mercury, líder de la banda Queen. El propio Fassbinder hace un cameo como yerno de Emmi.

## Galardones
La película participó con éxito en el Festival de Cine de Cannes de 1974, donde ganó los premios del Jurado Ecuménico y el FIPRESCI.